# Myrmozercon scutellatus
Myrmozercon scutellatus  (лат.) — вид мирмекофильных клещей семейства Laelapidae из отряда Mesostigmata (Dermanyssoidea, Dermanyssina). Встречаются в Западной Австралии. Длина спинного щита 0,7 мм. Хетотаксия однообразная, маргинальные щетинки длинные. Ассоциирован с муравьями рода Iridomyrmex  (Hymenoptera).